# Quận Benton, Indiana
Quận Benton là một quận thuộc tiểu bang Indiana, Hoa Kỳ. Quận lỵ đóng tại thành phố Fowler 6. Quận được thành lập ngày 18 tháng 2 năm 1840. Quận được đặt tên theo Thomas H. Benton, thượng nghị sĩ Hoa Kỳ đại diện cho bang Missouri. Theo Cục điều tra dân số Hoa Kỳ, dân số theo điều tra năm 2000 là 9421 người. Quận có diện tích 1052 km².